# PnB Rock
Ракім Хашим Аллен (англ. Rakim Hasheem Allen), відомий як PnB Rock — американський репер і співак. Здобув широку популярність у 2016 році завдяки пісні «Selfish», яка посіла 51 місце в американському чарті Billboard Hot 100, а також завдяки участі у пісні «Cross Me» Еда Ширана разом з Chance the Rapper.
Він випустив два студійні альбоми, «Catch These Vibes» у 2017 та «TrapStar Turnt PopStar» у 2019, останній з яких увійшов до п'ятірки лідерів чарту Billboard 200. PnB Rock був обраний до складу XXL Freshman Class 2017 року.
12 вересня 2022 року PnB Rock був застрелений у ресторані Roscoe's House of Chicken 'N Waffles під час пограбування в Лос-Анджелесі.

## Біографія
Ракім Хашим Аллен народився 9 грудня 1991 року в районі Джермантаун у Філадельфії, штат Пенсільванія, в мусульманській родині. Батька Аллена вбили, коли йому було три роки. Його виховувала переважно мати. У підлітковому віці він жив на північному сході Філадельфії. Він ріс, слухаючи таких виконавців, як репер 2Pac та R&B гурт Jodeci.
У віці 13 років Аллена відправили до молодіжної програми ув'язнення за скоєння пограбувань і бійок у школі. Коли йому виповнилося 19, він був засуджений до 33 місяців ув'язнення за зберігання наркотиків та інші злочини. Після звільнення з в'язниці Аллен деякий час був безхатченком. Він так і не закінчив середню школу. Пізніше Аллен взяв собі сценічний псевдонім PnB Rock на честь Пасторіуса і Бейнтона (Pastorius and Baynton), кута вулиці, на якій він виріс у Джермантауні.

## Кар'єра
У червні 2014 року PnB Rock випустив свій дебютний мікстейп «Real N*gga Bangaz». Він записав мікстейп, перебуваючи в ув'язненні. У 2015 році PnB Rock підписав контракт з лейблом Atlantic Records, і його першим проектом під цим лейблом став випуск третього мікстейпу «RnB3». У червні 2016 року він випустив сингл «Selfish», який посів 51 місце в американському хіт-параді Billboard Hot 100. У жовтні 2016 року Rolling Stone включив його до списку «10 нових артистів, яких потрібно знати».
У січні 2017 року він випустив свій другий мікстейп-альбом «GTTM: Goin Thru the Motions» на лейблах Atlantic Records та Empire Distribution. Альбом дебютував на 28-й сходинці американського чарту Billboard 200. У квітні 2017 року він взяв участь у створенні саундтреку до фільму Форсаж 8, записавши два сингли: «Gang Up» з Young Thug, 2 Chainz і Wiz Khalifa та «Horses» з Kodak Black і A Boogie wit da Hoodie. У червні 2017 року PnB Rock був названий одним з десяти учасників «2017 Freshman Class» журналу XXL разом з A Boogie wit da Hoodie, Playboi Carti, Ugly God, Kyle, Aminé, MadeinTYO, Kamaiyah, Kap G і XXXTentacion.
Його дебютний альбом «TrapStar Turnt PopStar» вийшов у травні 2019 року. PnB Rock та Chance the Rapper взяли участь у записі пісні Еда Ширана «Cross Me» з альбому Ширана «No.6 Collaborations Project». У січні 2020 року PnB Rock випустив трек «Ordinary» за участю покійного репера Pop Smoke. У січні 2021 року він взяв участь у пісні покійного репера King Von під назвою «Rose Gold». У лютому 2022 року PnB Rock випустив мікстейп «SoundCloud Daze», в якому взяли участь різні артисти, включаючи Pasto Flocco, Iayze та Yung Fazo. У вересні 2022 року він самостійно випустив «Luv Me Again», який став останнім синглом, який він випустив за життя.

## Смерть
12 вересня 2022 року PnB Rock був пограбований і смертельно поранений у ресторані Roscoe's House of Chicken 'N Waffles поблизу Мейн-стріт і Манчестер-авеню в Південному Лос-Анджелесі.
28 вересня 2022 року поліція Лос-Анджелеса підтвердила, що неназваний 17-річний підліток був заарештований у зв'язку з вбивством, а 32-річна жінка Шонтел Трон була заарештована за співучасть у вбивстві. Наступного дня був заарештований третій підозрюваний: батько 17-річного підлітка, Фредді Трон. Неповнолітньому і Фредді Трону були пред'явлені звинувачення в одному випадку вбивства першого ступеня, двох випадках пограбування другого ступеня і одному випадку змови з метою вчинення пограбування. У разі визнання винним за звинуваченням у вбивстві неповнолітньому загрожує довічне ув'язнення з можливістю умовно-дострокового звільнення. Фредді Трону загрожує довічне ув'язнення без права на дострокове звільнення або смертна кара.

## Дискографія

### Студійні альбоми
- 2017 — Catch These Vibes
- 2019 — TrapStar Turnt PopStar

### Мініальбоми
- 2021 — 2 Get You Thru the Rain

### Мікстейпи
- 2014 — Real N*gga Bangaz
- 2015 — RnB 2
- 2015 — RnB 3
- 2016 — Money, Hoes & Flows (з Fetty Wap)
- 2017 — GTTM: Goin Thru the Motions
- 2022 — SoundCloud Daze